# Massif de l’Arbre
Das Massif de l’Arbre ist der westliche Ausläufer der Monts du Limousin im Département Charente in der Region Nouvelle-Aquitaine, Frankreich. In ihm endet das kristalline Massif Central und verschwindet unter den Sedimenten des Aquitanischen Beckens.

## Geographie
Das Massif de l’Arbre befindet sich rund 30 Kilometer östlich von Angoulême, gut 10 Kilometer östlich von La Rochefoucauld, etwas nördlich von Montbron und südöstlich von Chasseneuil-sur-Bonnieure.
Das Massiv liegt abseits der großen Verkehrsadern, wird aber dennoch von einigen mittelmäßig frequentierten Departementalstraßen durchquert. So durchzieht es beispielsweise die D 13 von La Rochefoucauld nach Rochechouart von West nach Ost und die D 16 von Montmoreau nach Confolens verläuft von Südwest nach Nordost über Montbron und Montembœuf.
Topographisch ist das Massif de l’Arbre eine ostwestlich ausgerichtete Hügelkette mit einer durchschnittlichen Höhe von rund 300 Meter über dem Meer. Es erreicht eine maximale Höhe von 353 Meter am namensgebenden l’Arbre in der Gemeinde Mazerolles. Zwischen Le Lindois und Montembœuf erfolgt der Übergang zum restlichen Plateau du Limousin, dessen länglichen Westfortsatz es darstellt. Den Westen des Départements Charente, der den Nordrand des Aquitanischen Beckens repräsentiert und sich auf durchschnittlich 120 Meter Höhe befindet, überragt dieser hinausragende Grundgebirgssporn um immerhin 200 Meter.
Die Hügelkette verliert langsam an Höhe in Richtung Saint-Sornin und dem Tal der Tardoire im Westen, nachdem sie beim Weiler  Peyrou zwischen Orgedeuil und Mazerolles noch 290 Meter aufweist. Dieser Vorsprung erlaubt sehr eindrucksvolle Panoramablicke nach Norden, Westen und Süden. Ein besonders guter Aussichtspunkt befindet sich an der über den Grat verlaufenden D 110 von Mazerolles nach Saint-Sornin.
Lange Zeit wurde der Geländepunkt bei L’Arbre als höchster Punkt der Charente angesehen. Dieser befindet sich aber in Wirklichkeit etwas weiter nordöstlich am Rocher aux Oiseaux, der 368 Meter erreicht. Der Rocher aux Oiseaux liegt zu Füßen der Monts de Blond bei Montrollet an der Grenze zum Département Haute-Vienne.

## Geologie

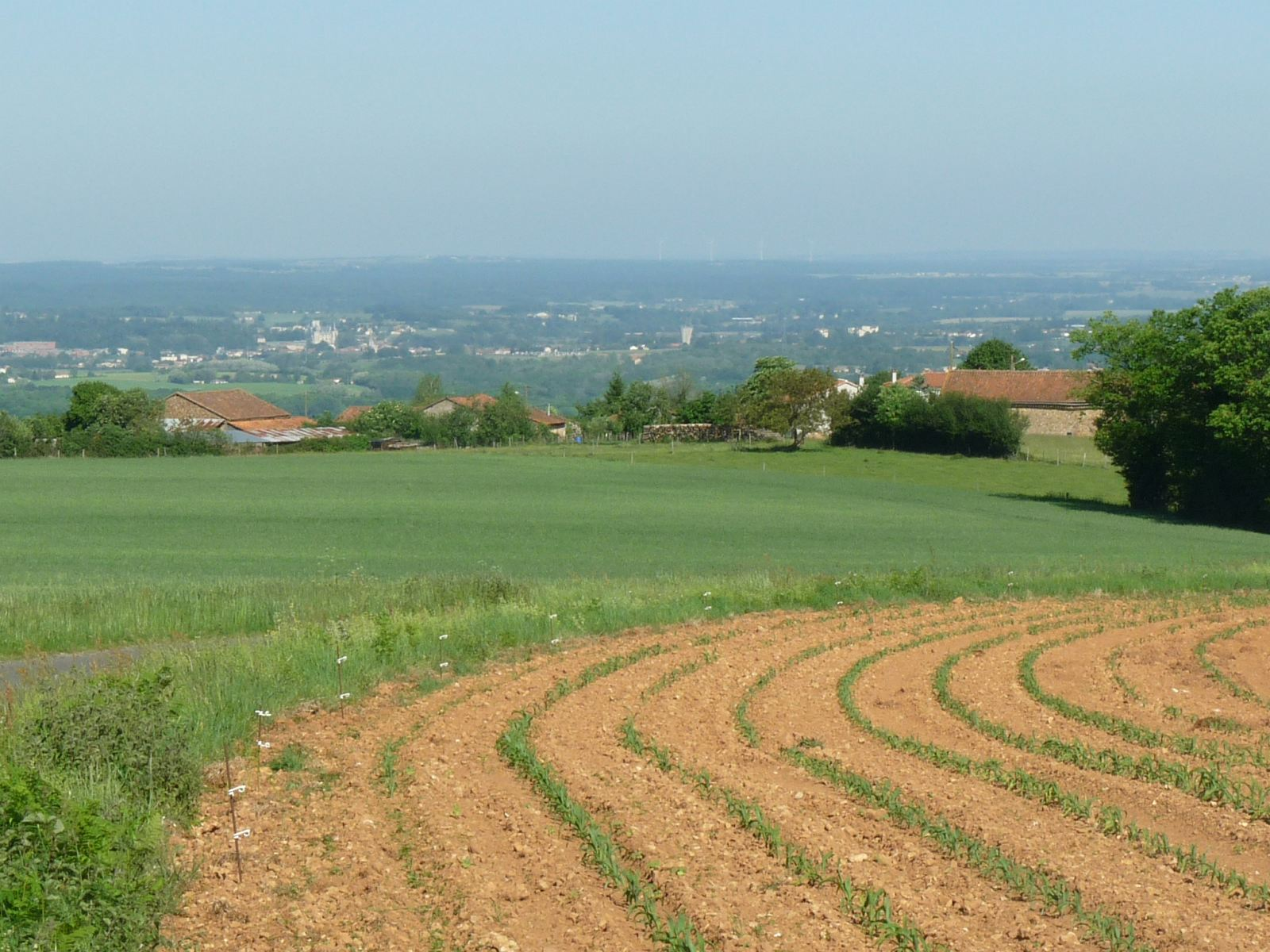
Kolluvium auf einem Rücken bei Yvrac-et-Malleyrand

Zusammen mit den Grundgebirgsvorkommen bei Montbron bildet das Massif de l’Arbre den am weitesten westlich gelegenen Ausläufer des kristallinen variszischen Zentralmassivs. Aufgeschlossen sind vor allem die Schiefer der Mazerolles-Formation, die entlang einer Linie Cherves-Châtelars-Le Lindois über die Paragneise der Unteren Gneisdecke des Limousins rücküberschoben sind. Die Mazerolles-Formation besteht aus aluminiumreichen Glimmerschiefern mit quarzitreichen Passagen. Sie ist aus ehemaligen Peliten und Siltiten hervorgegangen und stammt wahrscheinlich aus dem Kambrium. Korreliert wird sie mit den Donzenac-Schiefern der Thiviers-Payzac-Einheit, mit der sie neben der Lithologie einen relativ niedrigen Metamorphosegrad gemein hat. Im Südosten werden die Schiefer von der Le-Lindois-Störung, einer kataklastischen Scherzone, gegenüber dem Saint-Mathieu-Leukogranit abgetrennt.
Das Grundgebirge taucht im Westen und Südwesten unter die Sedimentbedeckung des Aquitanischen Beckens ab – dessen Sedimentfolge hier vom Hettangium bis zum Bajocium reicht und somit Lias und unteren Dogger umfasst. Aufgeschlossen werden die flach liegenden Sedimente in zahlreichen kleineren Flusstälern, die sich in den West- und Südwestrand des Massivs eingeschnitten haben. Auf den dazwischenliegenden Rücken verdecken kolluviale, sandige, rotgefärbte Tone, die oft sehr reich an Kieselgeröllen sind, die Jurasedimente. Es dürfte sich hierbei um quartäre glaziale Umlagerungsprodukte handeln, welche dem Zentralmassiv entstammen und im Verlauf der letzten Eiszeiten ausgewaschen wurden.

## Pflanzen- und Tierwelt
Ein Großteil der Waldungen im Massif de l’Arbre besteht wie auch in der restlichen Charente limousine aus Kastanien und Eichen. Darunter mischen sich auch Birken und Fichten. Auf den saftigen Weiden werden die typischen Limousin-Rinder gehalten.

## Geschichte
Die historischen Grenzen des Bistums Limoges gehen bis auf die Römer zurück und schließen gut die östliche Hälfte des Massif de l’Arbre mit ein, wie auch die gesamte übrige Charente limousine, die den Nordosten des jetzigen Départements Charente stellt.
Bis zur Französischen Revolution war das Massif de l’Arbre oft Teil der einstigen Provinz Limousin und Montembœuf bildete gar eine Enklave des Poitou. Bei der Schaffung der Départements am 4. März 1790 wurde die Charente limousine mit dem Angoumois sowie Teilen der Saintonge, des Périgords und des Poitous zum heutigen Département Charente vereinigt.

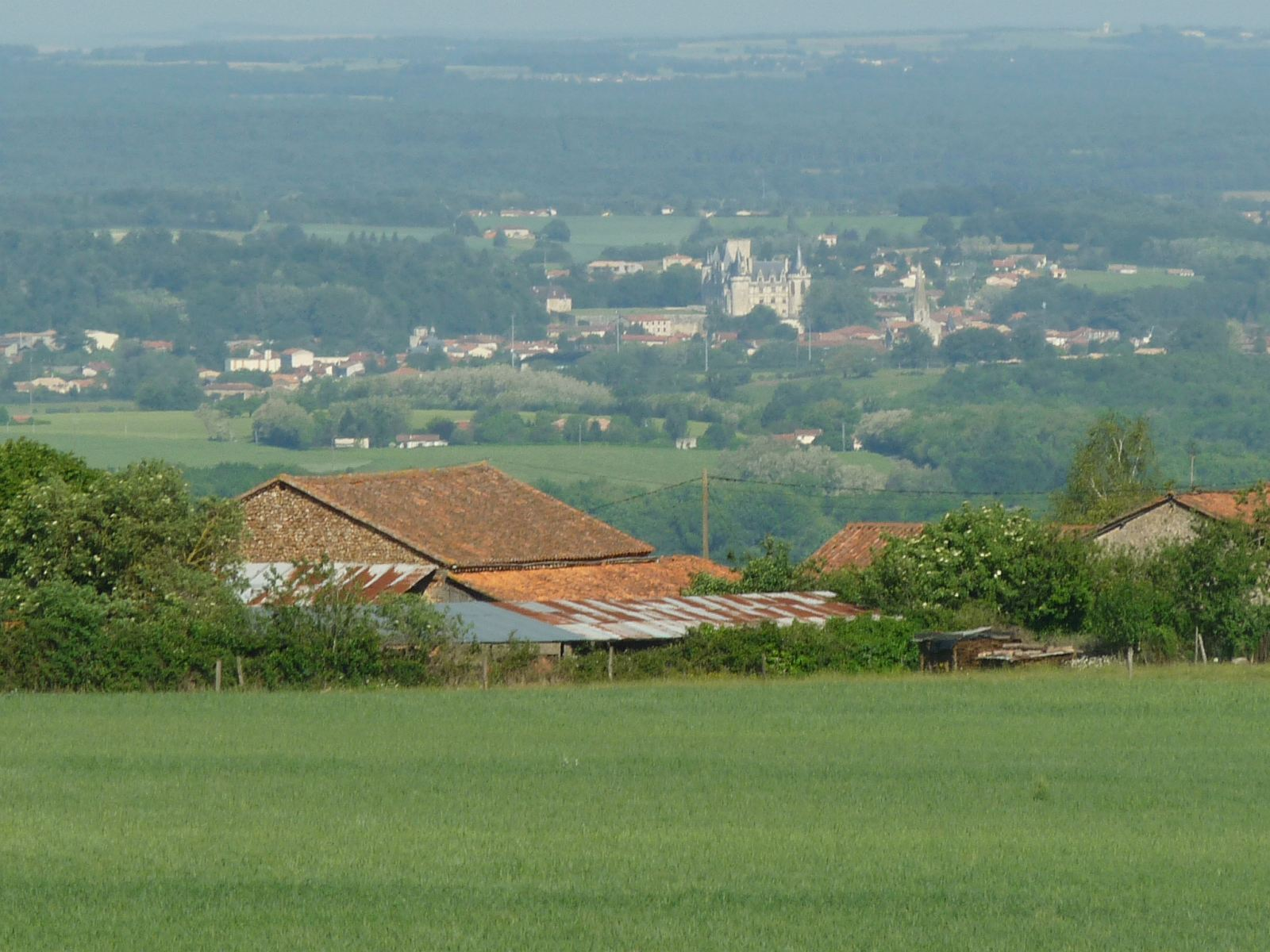
Blick von den westlichen Abhängen auf La Rochefoucauld
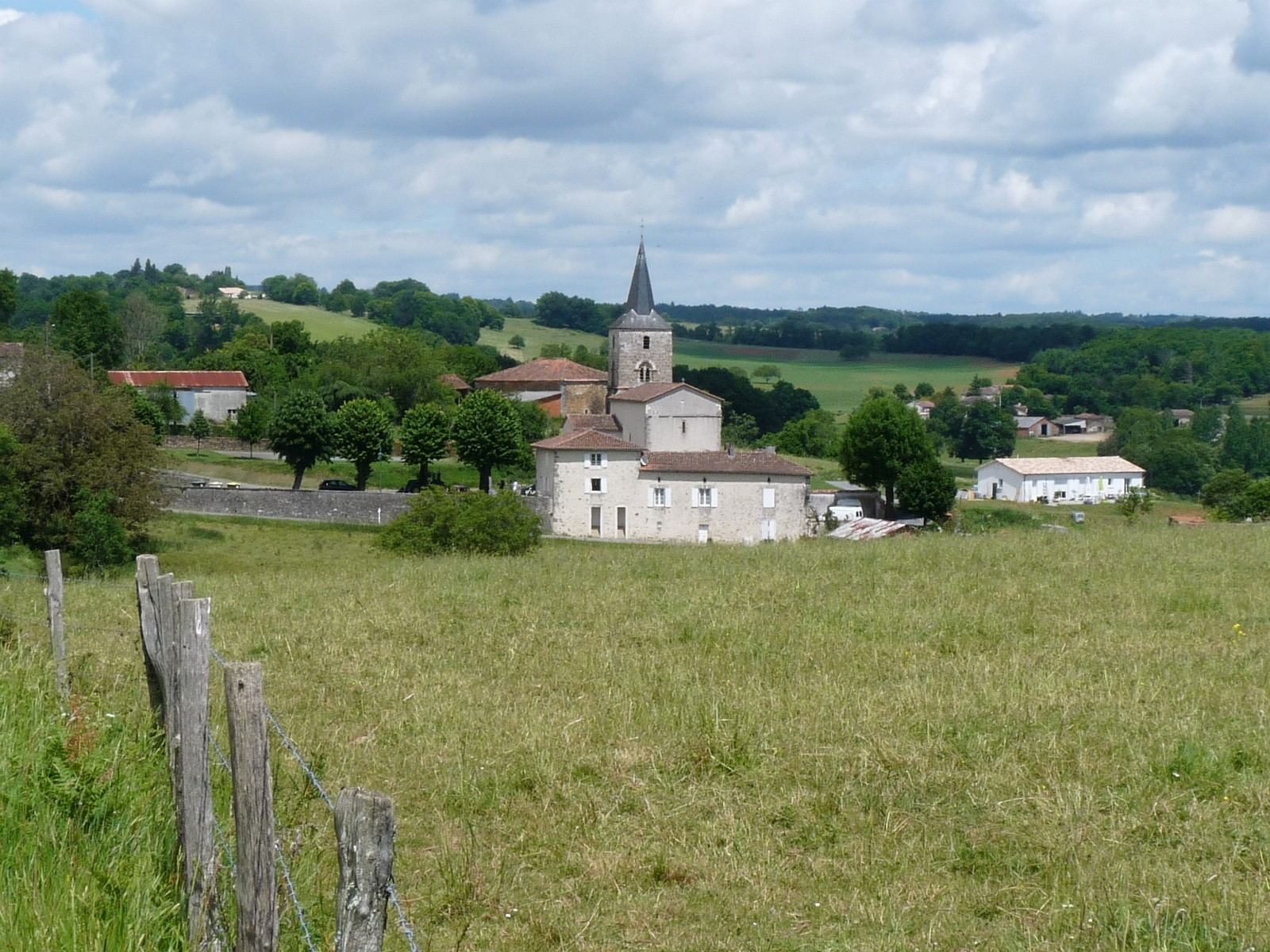
Orgedeuil mit dem Massiv im Hintergrund, Blickrichtung gen Nordost
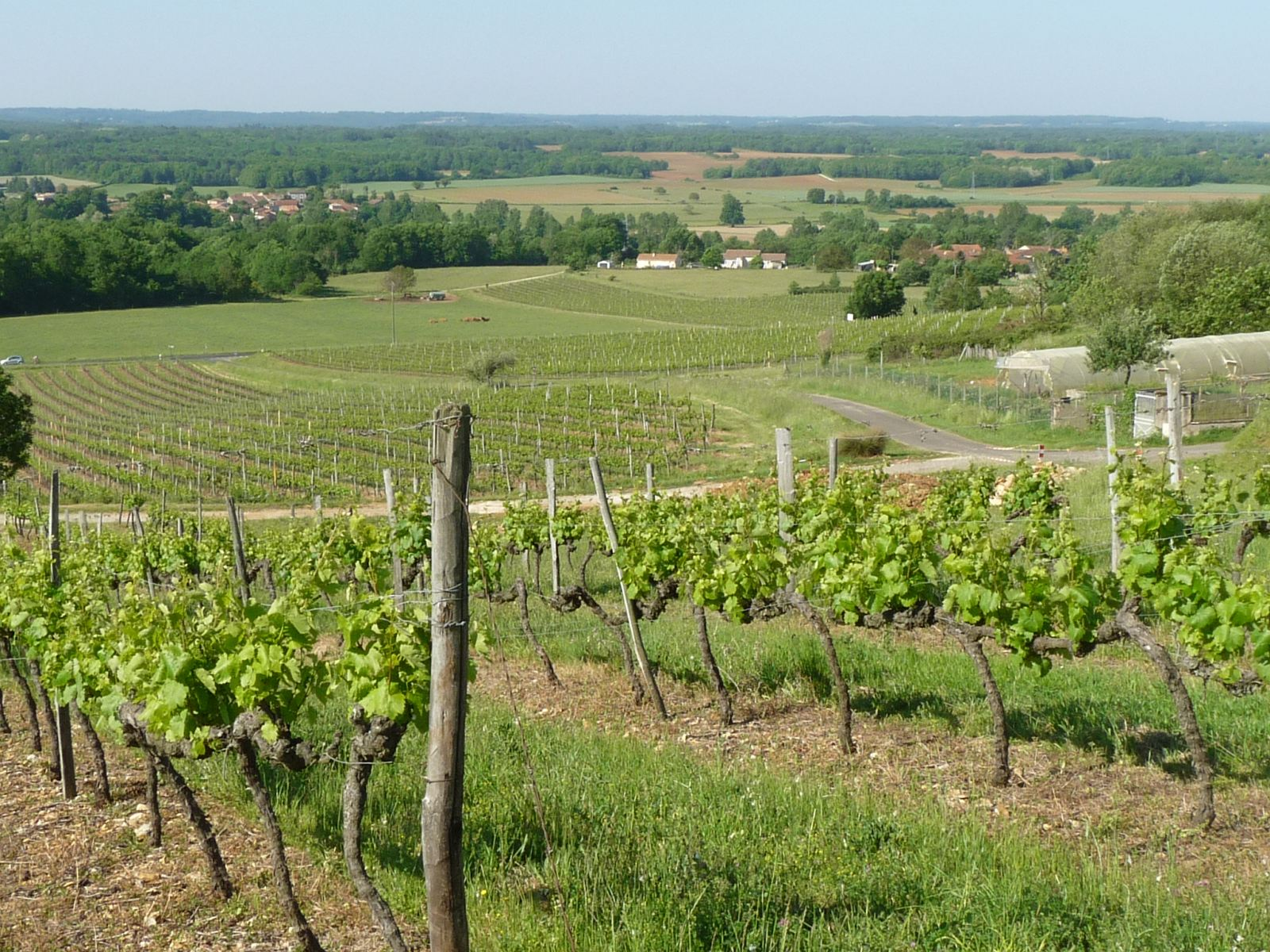
Weinbaugebiet auf den Südwestabhängen bei Saint-Sornin
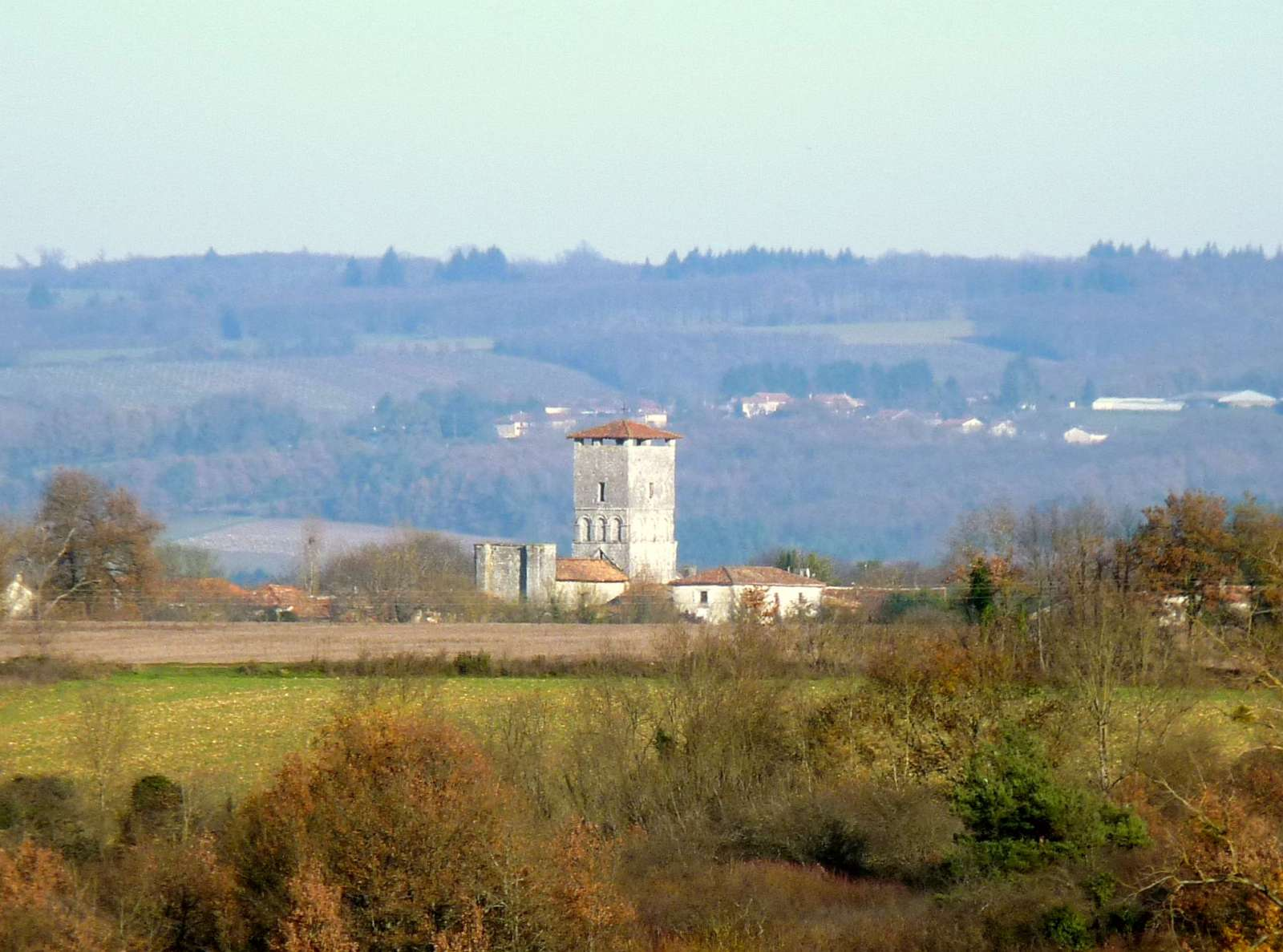
Blick über Chazelles zum Massif de l’Arbre am Horizont